# سيلفيو أماديو
سيلفيو أماديو (بالإيطالية: Silvio Amadio) (و. 1926 – 1995 م) هو مخرج أفلام، وكاتب سيناريو، ومونتير من إيطاليا، ومملكة إيطاليا، ولد في فراسكاتي، توفي في روما، عن عمر يناهز 69 عاماً.

## وصلات خارجية
- سيلفيو أماديو على موقع IMDb (الإنجليزية)
- سيلفيو أماديو على موقع ألو سيني (الفرنسية)
- سيلفيو أماديو على موقع أول موفي (الإنجليزية)
- سيلفيو أماديو على موقع قاعدة بيانات الأفلام السويدية (السويدية)
- سيلفيو أماديو على موقع قاعدة بيانات الفيلم (الإنجليزية)
- سيلفيو أماديو على موقع كينوبويسك (الروسية)